# A History of Greek Philosophy
A History of Greek Philosophy ist ein Werk des schottischen Altphilologen W. K. C. Guthrie (1906–1981). 

## Kurzeinführung
Das sechsbändige Werk zur Geschichte der griechischen Philosophie erschien von 1962 bis 1981 in Cambridge. Es liefert einen Überblick über das gesamte Gebiet der griechischen Philosophie von den Vorsokratikern bis zu Aristoteles. Die Geschichte hat Beifall gefunden für die Fähigkeit des Autors, ein umfangreiches und anspruchsvolles Thema aufzugreifen und eine Darstellung zu verfassen, die sich durch eine bemerkenswerte Kombination von Gelehrsamkeit und Klarheit der Darstellung auszeichnet. Es wendet sich sowohl an Studenten der Klassischen Philologie als auch den allgemein an der griechischen Philosophie interessierten Leser. Verschiedene Bände sind online abrufbar.

## Aufbau
Es ist folgendermaßen aufgebaut: 
- Bd. 1 Die frühen Vorsokratiker und die Pythagoräer (1962)
- Bd. 2 Die vorsokratische Tradition von Parmenides bis Demokrit (1965)
- Bd. 3 Die Aufklärung im 5. Jahrhundert – Teil 1: Die Sophisten; Teil 2: Sokrates (1971)
- Bd. 4 Platon – der Mensch und seine Dialoge: Frühere Periode (1975)
- Bd. 5 Der spätere Platon und die Akademie (1978)
- Bd. 6 Aristoteles: Eine Begegnung (1981)